# Richard Francis Burton
Richard Francis Burton KCMG FRGS (Torquay, 19 de março de 1821 — Trieste, 20 de outubro de 1890) foi um escritor, tradutor, linguista, geógrafo, poeta, antropólogo, orientalista, erudito, espadachim, explorador, agente secreto e diplomata britânico.
Das explorações e aventuras como agente e estudioso na Ásia e África aos escândalos e controvérsias que permearam sua vida, Burton é sem dúvida uma das personalidades mais extraordinárias e fascinantes do século XIX. Falava 29 idiomas e vários dialetos, sendo perito na arte do disfarce, o que lhe possibilitou em seus anos de militar na Índia e em Sindh viver entre os povos do Oriente, os quais registrou em uma série de livros. Estudou os usos e costumes de povos asiáticos e africanos, sendo pioneiro em estudos etnológicos. Viajou a cidade sagrada de Meca, mortalmente proibida a não muçulmanos, disfarçado de afegão, e também a Harar, capital da Etiópia, de onde nenhum outro homem branco havia saído com vida. Junto com John Haning Speke explorou a região dos Grandes Lagos africanos e descobriu o lago Tanganica. Serviu como cônsul em Fernando Pó, atual Bioko, Damasco, Santos e Trieste. Percorreu, também, o rio São Francisco, passando longo período em Minas Gerais e na Bahia. Traduziu uma versão não censurada de As mil e uma noites, acrescentando uma série de notas a respeito de pornografia, homossexualidade e sexualidade feminina. Sob o risco de ser preso, traduziu manuais eróticos, entre eles o Kama Sutra, e mandou imprimi-los. Sua postura liberal e interesses eruditos contribuíram para torná-lo uma figura polêmica e controversa na Inglaterra, pois despertou a fúria e o puritanismo vitoriano. Casou-se com Isabel Arundell, uma católica inglesa. Recebeu o título de Cavaleiro da rainha Vitória do Reino Unido em 1886. Faleceu na cidade de Trieste, onde recobria o cargo de cônsul britânico, em 1890.

## Infância e adolescência
Richard Francis Burton nasceu em Torquay, Devon, às 9:30 da noite, em 19 de março de 1821 (em sua autobiografia, ele erroneamente diz ter nascido em Elstree, Hertfordshire). Seu pai, Joseph Neterville Burton, ocupava a posição de tenente coronel do exército inglês e havia nascido na Irlanda, embora de linhagem inglesa. A mãe de Burton chamava-se Martha Baker, herdeira de uma fortuna considerável. A criança foi batizada em 2 de Setembro de 1821 na Igreja de Elstree. Teve um irmão chamado Edward Burton e uma irmã chamada Marie Katherine Elizabeth Burton.
Devido a complicações respiratórias, Joseph Burton viajaria com sua família pelo continente, fixando-se ora em cidades francesas ora em cidades italianas, em busca de um clima ameno, puro e seco, o contrário da Inglaterra.
Preocupado com a educação de seus filhos, contratou professores particulares, mas o aprendizado dos meninos foi durante algum tempo negligenciado. E como se não bastasse o problema da instrução, havia as constantes brigas e desafetos, aventuras e travessuras em que Richard e seu irmão se metiam. O pequeno Burton "logo deu mostras de um traço violento em seu caráter. Aos cinco anos quis matar o porteiro por ter troçado de suas armas de brinquedo". Aos três anos de idade, Burton receberia as primeiras noções de latim. Aprenderia com facilidade e rapidez o francês e o italiano.
A indisciplina e a rebeldia dos irmãos Burton era tremenda: em Nápoles, conheceram um grupo de prostitutas; em Pau, na França, foram convidados por contrabandistas a fazerem parte de uma quadrilha. Durante a adolescência no continente eram ingovernáveis: "Experimentamos de tudo o que se possa imaginar, inclusive a mascar e a fumar ópio".
Mas essa vida desregrada estava com seus dias contados. Em 1840, o coronel Burton e seus dois filhos retornam a Inglaterra. Estava decidido: Richard ingressaria no Trinity College, Oxford. De imediato a universidade causou-lhe má impressão e não demorou muito para criar os primeiros atritos. Embora fosse bom aluno, suprindo as deficiências de sua educação e se igualando aos colegas, Burton não sentia qualquer entusiasmo pela vida acadêmica. Logo ficaria conhecido por desafiar colegas para duelos, andar com prostitutas e frequentar acampamentos ciganos. Era patente o seu desprezo por colegas e professores, lamentando ter de passar a vida cercado de quitandeiros. Ele estava profundamente frustrado, pois via o modo como os outros estudantes "desaprovavam minhas maneiras estrangeiras, e minha aversão pelo colégio e pela universidade, em relação aos quais eu deveria me mostrar sentimental, terno e romântico, era quase uma blasfêmia".
Na primavera de 1842, após desafiar a proibição da universidade e ir assistir a uma corrida de cavalos, Burton foi expulso de Oxford. Não que ele fizesse muita força para ficar. Na verdade tinha outros planos: ingressar na carreira militar, nas fileiras da Ilustre Companhia das Índias Orientais, a empresa que monopolizava o comércio com a Índia e outras partes do Oriente. Ao abandonar a universidade sobre o alto de um coche, tocava uma trombeta de quase um metro. Com as rodas da carruagem destruiu os canteiros, acenando e mandando beijos para as moças das lojas.

## Tempos na Índia e em Sindh
Em 1842, Burton parte para a Índia com o intuito de engrossar as fileiras do 18.º Regimento da Infantaria Nativa de Bombaim, exército da Companhia das Índias Orientais. Mesmo sem saber, estava rumando para o que ficou conhecido com o Grande Jogo: a disputa entre as potências europeias por territórios na Ásia Central e Ocidental. Permaneceu em Bombaim durante poucas semanas, mas foi ali que começou a exercitar e aprender as línguas hindustâni, guzerate e persa, e onde também adentrou no fascinante e exótico mundo nativo por meio dos bazares e bordéis.
Recebendo ordens da Companhia, Burton parte para Baroda, uma cidade em Gujerate. Lá se envolveria com aquela que ele chamou de "booboo", uma esposa nativa, costume amplamente disseminado entre os ingleses na Índia. Adentraria no catolicismo, o que faria Isabel Burton afirmar que Richard era um católico. É mais provável, no entanto, que ele fosse agnóstico, embora posteriormente nutrisse franca veneração pelo Islamismo. Foi iniciado como brâmane em uma seita das mais misteriosas e primitivas, cujos sacerdotes adoravam a serpente, “naga”. Chegou ao ponto de receber uma honra nunca antes concedida a um ocidental ou recente convertido: a autorização para usar o Janeo, o cordão bramânico de três fios de algodão. Isso dava a Burton o direito de pertencer a mais elevada casta hindu.
Seu constante interesse e sua participação contínua na vida social e cultural nativa rendeu-lhe por parte dos colegas oficiais o apelido de "negro branco".
Em 1843 foi requisitado em Karachi, na província de Sindh, onde iria servir sob o Almirante Charles Napier. A serviço deste percorreu as mais diversas regiões de Sindh, o delta do Indo, chegando às fronteiras do Punjab, atravessando as colinas baluchis, usando sempre do disfarce (comerciante, peão, dervixe), conseguindo transitar por diversas tribos, numa época em que outros foram mortos em pleno exercício da espionagem. Embora bastante conhecida e mencionada, de sua participação como agente secreto pouco se sabe, pois Burton não a menciona abertamente em seus livros.
Data dessa época seu envolvimento com o islamismo, que ele defendeu como a verdadeira fé salvadora, sendo um praticante confesso durante toda a sua vida, embora com algumas recaídas. Foi iniciado também na via mística do Islamismo, o sufismo, e entraria para a ordem Qadiris, a mais poderosa e difundida até então. Richard seria um pioneiro na divulgação dessa doutrina.
Burton esteve ligado ao Setor de Levantamentos de Sindh, um departamento de pesquisas e informações topográficas, aprendendo com o uso de equipamentos rústicos e simples a medir distâncias, conhecimento que seria válido em suas futuras explorações na Arábia e na África Oriental.
Designado por Napier para investigar os bordéis de Karachi, iria denunciar em um relatório o envolvimento de oficiais britânicos com jovens rapazes que se prostituíam, o que lhe valeu sérios danos a sua reputação, pois seus detratores logo levantaram a hipótese da participação de Burton nos bordéis.
Em março de 1849, após contrair uma séria enfermidade, frustrado com a vida na Índia (onde despertou a fúria de muitos e poderosos inimigos), Burton retorna a Inglaterra.

## A viagem para Meca
Cerca de um ano após seu retorno, Burton se instala em Boulogne. Dá início a um estudo exaustivo e rigoroso de esgrima, e seu manejo se tornaria célebre entre ingleses e franceses. Dividia seus interesses entre a escrita e as mulheres: estava envolvido com a redação de quatro livros ao mesmo tempo. Prolífico e criativo, mesmo assim Burton logo se viu visitado pela melancolia e seria assaltado por sérias depressões no decorrer de sua vida. Apaixonou-se por uma de suas primas, Elizabeth Stisted. Richard fazia muito sucesso entre as damas e teve inúmeros casos amorosos. "Como era não apenas um homem bonito, mas de forte magnetismo, as mulheres se apaixonavam por ele às dúzias". Acabaria conhecendo em Bologne sua futura esposa, Isabel Arundell.
Em 1853 parte para o Cairo com o intuito de visitar a cidade sagrada de Meca e "estudar meticulosamente a vida íntima do muçulmano". Sob os auspícios da Royal Geographical Society de Londres e a licença de um ano do exército, Burton iria realizar o famoso hajj, a peregrinação que todo devoto deve fazer à Meca pelo menos uma vez na vida, tendo condições físicas e financeiras para tal. Além do interesse religioso, havia a finalidade de conhecer e preencher lacunas cartográficas a respeito das regiões orientais e centrais da Arábia que eram desconhecidas.
Suas experiências anteriores seriam de grande importância, uma vez familiarizado com o comportamento e costumes dos muçulmanos, pois disfarçado de peregrino teria que seguir à risca detalhes do modo de ser dos islâmicos: vestimenta, as minúcias de beber e comer, sentar e urinar, defecar, dormir e rezar, sem falar na prova inconteste de ser ou não um muçulmano, a circuncisão. Se Burton cometesse algum erro e fosse descoberto poderia ser morto.
Foi aconselhado por outro peregrino a abandonar o disfarce de hajj ajami e assumir o de pathano, homem nascido na Índia e de pais afegãos, uma vez que esse novo disfarce justificaria qualquer peculiaridade de seu sotaque. De toda a sua experiência nessa perigosa viagem resultaria um livro, The pilgrimage to Al-Medinah and Meccah (1855).

## A cidade de Harar
Em 1854, segue em direção a Bombaim de onde começou a formular uma nova aventura: uma expedição à África, mais especificamente à costa da Somalilândia, que seguiria então para o interior até Harar, rumando em seguida para o sul, na esperança de localizar as famosas e misteriosas fontes do rio Nilo. A África Oriental e seus portos apareciam, então, aos olhos da Companhia das Índias Orientais, ávida em seus interesses estratégicos e comerciais.
O objetivo mais imediato de Burton era a lendária cidade de Harar. Mas de início ele logo sofreu oposição por parte de seus inimigos quanto à expedição pela Somália, que fariam de tudo para prejudicar seus planos. Em setembro desse ano conheceria o Capitão John Haning Speke, a princípio seu companheiro e amigo e logo um terrível rival.
Seguiu sozinho para a cidade sagrada de Harar, cujos muros nunca haviam sido ultrapassados por nenhum europeu. Seus líderes eram hostis até mesmo com os cristãos abissínios. Contava com a fama de ser um centro do islamismo e também como ponto do tráfico negreiro. Existia uma tradição que a cidade encontraria sua ruína à entrada do primeiro cristão. Superstição ou não, Harar cairia vinte anos após a visita de Burton.
Ao entrar na cidade, foi apresentado ao governador, o Emir. Sob suas dependências, correndo o risco de ser morto, não ousou sequer tomar notas. A expedição durou quatro meses e trocando cumprimentos e votos mútuos, Burton se despediu do Emir.
Em companhia do Capitão Speke, do tenente G. E. Herne e do tenente William Stroyan, junto com um contingente de carregadores africanos, Burton seguiu com os objetivos da Expedição Somali: a busca da nascente do Nilo. Mas em Berbera a expedição foi terrivelmente atacada por um grupo de tribos somalis. As consequências foram trágicas: Stroyan foi barbaramente assassinado; Speke fora capturado mas escapou com inúmeros ferimentos e Burton teve um dardo penetrado pela sua face esquerda, o qual saiu pela direita, arrancando dois molares e cortando o céu da boca.
Os detratores e opositores de Burton e da Expedição logo acharam a oportunidade de culpar o Capitão pelo fracasso da missão. Houve uma investigação, mas mesmo não tendo culpa no ocorrido, o fato contribuiria negativamente para a carreira de Burton.
Em 1855, reincorporou-se ao exército a partiu para Balaklava, esperando participar da guerra da Crimeia. Conseguiu um posto numa unidade de cavalaria chamada "Cavalaria de Beatson", cujo nome popular era "Cabeças Podres". Estes se envolveram em um motim e durante a investigação, Burton teve seu nome citado. Conseguiu, contudo, contornar a situação, apesar dos novos danos a sua reputação.

## Os Grandes Lagos africanos

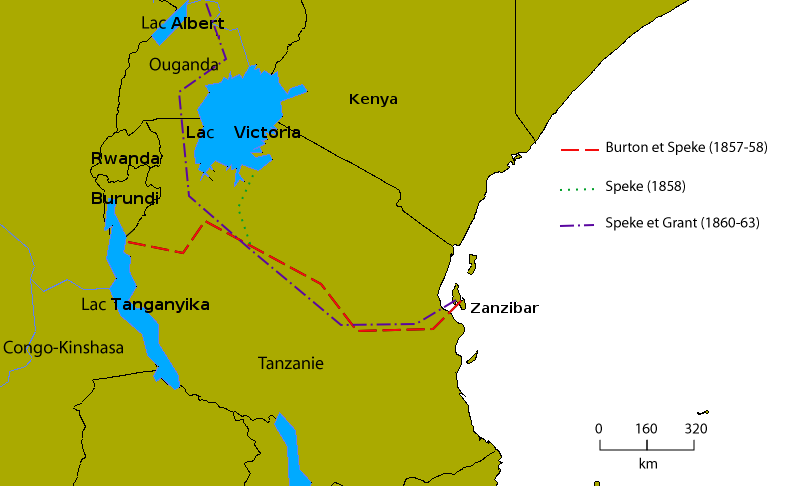
Explorações de Burton, Speke e Grant pela África Oriental.

Conseguindo um novo patrocínio da Royal Geographical Society, em 1857, Burton partiu para a sua mais famosa exploração e também para o desfecho amargo e trágico com John Haning Speke. Eles partiriam de Zanzibar para explorar o coração da África e tentar descobrir as lendárias nascentes do Nilo, uma empresa romântica e altamente perigosa. Contudo, seu verdadeiro objetivo era levantar um conjunto de informações a respeito de erros geográficos e também verificar os possíveis recursos da África Central e intertropical.
A expedição sofreu com vários contratempos: roubos e problemas de conduta por parte dos carregadores e também as várias moléstias que acometeram Burton e Speke (Richard contraiu malária e teve inúmeras febres, sendo carregado em algumas partes da expedição; John contraiu uma espécie de cegueira e teve problemas em um dos ouvidos). Ambos prosseguiriam constantemente doentes África adentro. Em 1858, apesar de todos os percalços, Burton descobriu o lago Tanganica. Seu companheiro, ainda sofrendo de cegueira, foi incapaz de divisar o lago. O mau tempo e a perda de instrumentos preciosos, bem como a hostilidade dos nativos, foram os grandes vilões da expedição.

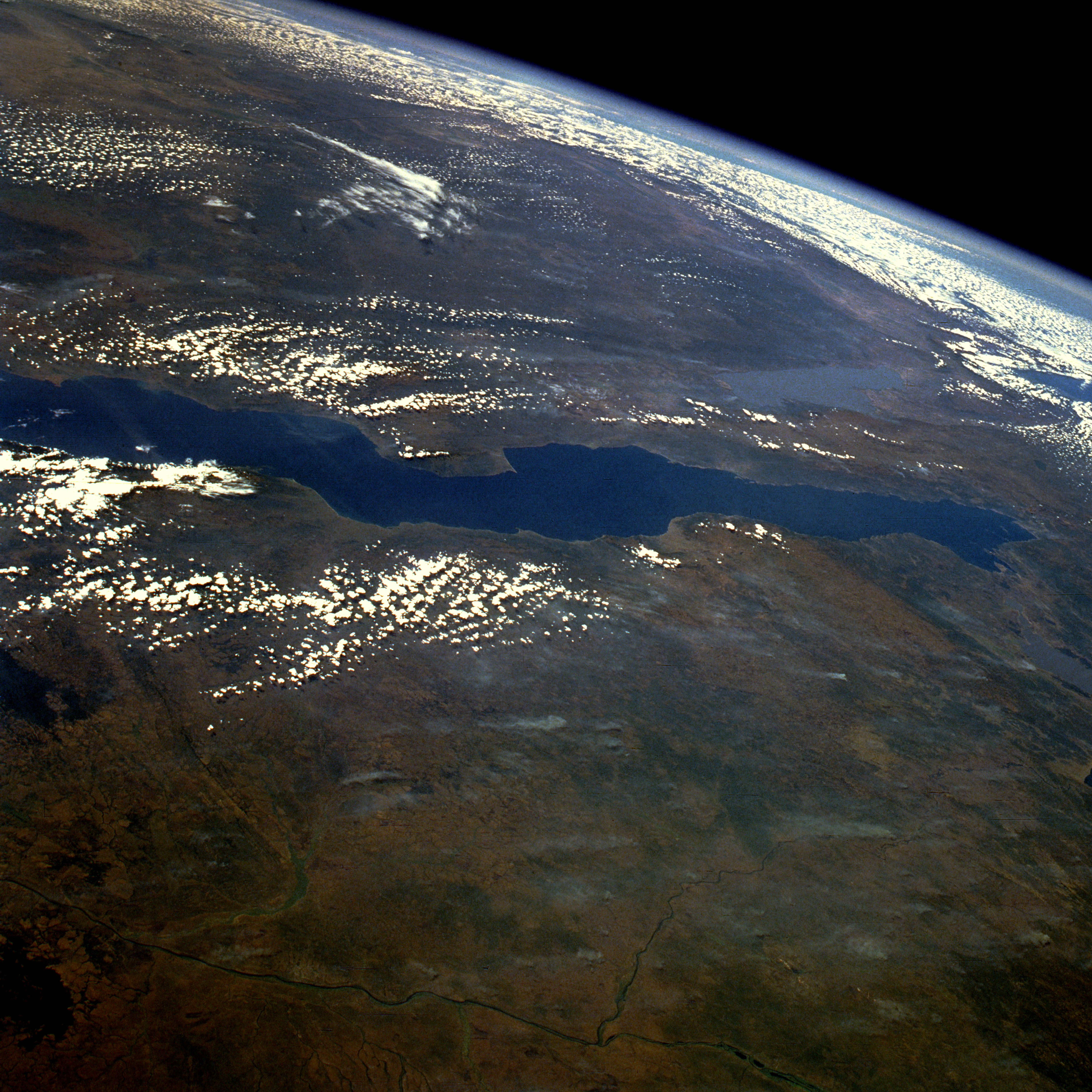
O lago Tanganica visto de um satélite.

Em suas constantes conversas com mercadores árabes, Burton tomou conhecimento da existência de um grande lago mais ao norte. Para evitar problemas, enviou Speke com o intuito de fazer um reconhecimento da região, uma vez que a presença deste junto dos nativos e árabes que acompanhavam a expedição não era bem quista. Speke demonstrava aos poucos a verdadeira têmpera de sua personalidade: um homem intolerante e bruto, insensível e profundamente ignorante quantos aos costumes dos nativos, ambicioso, sendo que frequentemente ofendia os carregadores, o que contribuiu muito para sua impopularidade na expedição.
Speke acabaria encontrando o lago Vitória, afirmando prematuramente ter descoberto a verdadeira fonte do Nilo. Os dois companheiros discutiriam a validade de tal afirmação, o que aumentou ainda mais o fosso entre os dois: Burton lamentaria que desde a descoberta do Vitória, seu amigo mudara radicalmente.
A disputa pública que se seguiu na Inglaterra acabaria por desfazer qualquer laço de amizade. Speke não cumpriria o combinado de apresentar-se em conjunto com Burton, pois ambos fariam um discurso aberto a respeito da expedição. Ao chegar em Londres, Richard encontrou Speke transformado em uma celebridade, vendo todo seu desempenho reduzido.
Inúmeras vezes Speke tentou denegrir e manchar a reputação de Burton. A descoberta do Vitória, entretanto, não mostrou conclusivamente que a fonte do Nilo era o lago. Burton e outros alegaram que as informações de Speke eram superficiais e imprecisas.
O desfecho de tão amarga, controversa e pérfida disputa ocorreu em 16 de setembro de 1864: Burton e Speke iriam se encontrar frente a frente para um debate público na região da British Association. Mas uma tragédia ocorreu: Speke morrera atingido por sua própria arma. Aquilo abalaria Burton profundamente. Visivelmente transtornado, Richard decidiu não dar o seu discurso.

## Serviço diplomático e principais obras
Em janeiro de 1861, Burton e Isabel casam-se em uma cerimônia católica. Logo se viram separados, pois Richard fora nomeado para o serviço diplomático com cônsul em Fernando Pó, atual Bioko. Explorou durante três anos a África Ocidental, registrando suas descobertas em nove livros repletos de detalhes e informações minuciosas a respeito de hábitos tribais, canibalismo e costumes sexuais. Viajou sob sigilo ao perigoso reino de Daomé.
Com influência de sua esposa, Burton conseguiu uma transferência para Santos, no Brasil, que descreveu em seus livros. Em 1869 foi nomeado para o consulado de Damasco, o que de imediato despertou controvérsias. Seus inimigos se movimentariam bastante para que seu desempenho no consulado fosse prejudicado.
Embora seus livros abrissem caminhos por onde outros poucos e ousados escritores penetraram, de fato essas obras não eram bem recebidas pela crítica, tanto por serem novas quanto por abordarem temas que a Inglaterra vitoriana não se atrevia a comentar. Traduziu obras clássicas que contribuiriam para ampliar a visão ocidental sobre o sexo. As mais conhecidas foram o Kama Sutra (1883); O livro das mil e uma noites (1885), cuja tradução causou frênesi entre os vitorianos devido a uma série de notas onde figuravam temas polêmicos considerados tabus na época, e também por seu erudito Ensaio Final, onde apresenta a história, os usos e costumes, os princípios e a religião de vários povos, além de relacioná-los com outras culturas. O Ensaio ficou famoso por discursar sobre a homossexualidade, um feito corajoso e ousado em uma sociedade que condenaria o ilustre Oscar Wilde a dois anos de prisão por sodomia. (Traduziu também Os Lusíadas de Luís de Camões, para o inglês, em 1880.)
Em 1886, Burton recebeu o título de Sir da Rainha Vitória, por serviços prestados a Inglaterra (recompensa um tanto quanto relutante por parte do governo por suas descobertas e contribuições científicas).
Recebeu o consulado de Trieste, em 1872,como um exílio, comparando-se ao poeta latino Ovídio quando este havia sido banido para uma pequena cidade portuária no delta do Danúbio por sustentar opiniões impopulares. Não pode deixar de fazer uma analogia entre o nome Trieste e a obra de Ovídio no exílio, Tristia.

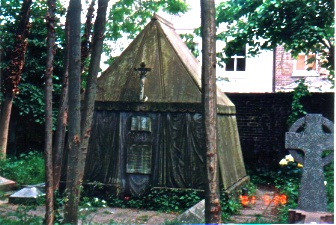
A tumba onde estão sepultados Richard e Isabel.

Na manhã de 20 de outubro de 1890, Burton faleceu vítima de um ataque cardíaco. A conduta de sua esposa, que providenciou um padre para realizar os ritos no mais exato rito católico, gerou controvérsias entre ela e os amigos de Burton que a condenaram. Mas o que se seguiu foi ainda mais grave: preocupada com a reputação e memória do marido, Isabel ordenaria a queima de inúmeros materiais, notas, diários e documentos acumulados por Burton em quarenta anos de viagens e pesquisas. Isabel e Burton estão sepultados em uma tumba em forma de tenda árabe em Mortlake.

## Uma personalidade fascinante
Burton ao longo de sua vida foi ao mesmo tempo um brilhante linguista e aventureiro temerário, bem como uma figura complexa e polêmica. Sobre sua existência pairava uma série de rumores e suas opiniões (o abuso de poder inglês nas novas colônias e a iminência de uma revolta nativa, o ensino universitário deficiente, a liberalização sexual, a abolição do tráfico negreiro) e seus interesses singulares (afrodisíacos, circuncisão, castração, poligamia) contribuiriam para torná-lo uma pessoa não muito bem vinda nos lares vitorianos.
Em seus livros e traduções, notas e ensaios, comentou abertamente os mais variados hábitos sexuais dos povos que explorou, sendo preciso e minucioso: chegou a medir o pênis de um africano. Os inúmeros detalhes e temas e a maneira franca e ousada como os dissertava ofendiam a moral vitoriana e a classe media inglesa. Sua vida na Índia demonstra que participou ativamente de rituais sexuais e religiosos dos nativos, o que representou uma quebra e uma afastamento da moral cristã ocidental, rompendo com tabus sexuais, raciais e sociais de seu tempo.
Após relatar a ocorrência de oficiais britânicos que usavam dos serviços de jovens rapazes nos bordéis de Karachi, não faltaram rumores relacionando Burton e a homossexualidade, que pairou sobre sua vida desde então, especulada ainda mais por sua amizade com o poeta Algernon Swinburne e por andar frequentemente em companhia de jovens rapazes. Era viciado na maioria das drogas na época, fazendo uso do ópio e haxixe. Sofria de constantes depressões e durante o início da vida adulta teve problemas com o alcoolismo.
Os biógrafos estão em desacordo sobre se Burton teve ou não relações homossexuais (ele mesmo jamais o reconheceu explicitamente em seus escritos). Estas alegações tinham começado no Exército por ocasião de uma investigação secreta a pedido do almirante Charles Napier, efetuada dentro de uma casa fechada masculina frequentada por soldados britânicos. Alguns enxergaram na precisão de detalhes do relato de Burton uma indicação de que ele próprio frequentava o estabelecimento. Seus escritos posteriores sobre o tema da pederastia e o fato de que o casal Burton tenha se mudado sem filhos alimentaram ainda mais as especulações.
Burton possuía uma natureza explosiva e irascível, seu temperamento irônico despertou inimigos em diversos cantos do mundo.

## Biografias e livros sobre Burton
- A Rage to Live: A Biography of Richard & Isabel Burton by Mary S. Lovell (W.W. Norton & Company Inc.: New York 1998).
- Journey to the Source of the Nile by Christopher Ondaatje (HarperCollins Publishers Ltd.: Toronto 1998).
- Sindh Revisited: A Journey in the Footsteps of Captain Sir Richard Francis Burton by Christopher Ondaatje (HarperCollins Publishers Ltd.: Toronto 1996).
- Burton: Snow on the Desert by Frank McLynn (John Murray Publishing 1993).
- Of No Country: An Anthology of Richard Burton by Frank McLynn (Charles Scribner's Sons: New York 1990).
- Captain Sir Richard Francis Burton: The Secret Agent Who Made the Pilgrimage to Makkah, Discovered the Kama Sutra, and Brought the Arabian Nights to the West by Edward Rice (Charles Scribner's Sons: New York 1990). Traduzido para o português em 1998..
- Burton and Speke by William Harrison (St Martins/Marek & W.H. Allen 1984).
- The Devil Drives: A Life of Sir Richard Burton by Fawn M. Brodie (W.W. Norton & Company Inc.: New York 1967).
- Burton: A Biography of Sir Richard Francis Burton by Byron Farwell (Penguin Books: London 1963).
- Death Rides a Camel by Allen Edwardes (The Julian Press, Inc.: New York 1963).